# Scheibe SF 23
Scheibe SF 23 Sperling är ett tyskt privatflygplan framtaget för segelflygbogsering och skolflygning.
Flygplanet är ett högvingat monoplantyp konstruerat av Egon Scheibe. Flygplanskroppen är tillverkad av en fackverkskonstruktion av stålrör som är klädd med duk. Förarkabinen ger plats för två personer som sitter bredvid varandra, vilket av många anses vara en fördel när flygplanet används som skolflygplan. Landstället är fast med ett hjulhuvudställ i linje med vingens framkant och ett litet sporrhjul under sidrodret. Samtliga roderytor är dukklädda. Flygplanet flög första gången 1955 med en 65 hk Continental motor som driver en tvåbladig träpropeller. Flygplanet genomgick en omfattande utvärdering innan det kom i serieproduktion med en starkare motor i september 1958. När flygplanet kom ut på marknaden kunde man välja på motoralternativen 85 hk och 65 hk från Continental eller en 65 hk från Porsche.